# Гинтури
Гинтури (груз. ღინტური) — село в Грузии, на территории Боржомского муниципалитета края (мхаре) Самцхе-Джавахети.

## География
Село находится на юге центральной части Грузии, на левом берегу реки Гуджаретисцкали, на расстоянии 25 километров (по прямой) к востоко-юго-востоку от города Боржоми, административного центра муниципалитета. Абсолютная высота — 1638 метров над уровнем моря.

## Население
По результатам официальной переписи населения 2014 года, постоянное население в Гинтури отсутствовало.
| Год  | Население, человек |
| ---- | ------------------ |
| 2002 | 0                  |
| 2014 | 0                  |